# Un jour, un destin
Un jour, un destin, anciennement Un jour, une heure, est une émission de télévision française diffusée sur France 2 depuis 2007 (France 3 depuis 2019), réalisée par Serge Khalfon, et présentée par Laurent Delahousse. L'émission décrypte la vie d'une personnalité publique en dévoilant sa face cachée.

## Épisodes: diffusions originales[2]

### Saison 1 (2007)
1. Claude François : la vérité sur ses derniers jours (mercredi 4 juillet 2007, à 23 h 15)
2. François Mitterrand : secrets de famille (mercredi 11 juillet 2007, à 23 h 15)
3. Diana : la photo de trop ? (mercredi 18 juillet 2007, à 23 h 15)
4. Daniel Balavoine : un chanteur en colère (mercredi 25 juillet 2007, à 23 h 15)
5. Patrick Dewaere : le dernier jour (mercredi 1er août 2007, à 20 h 50)
6. Bill Clinton : les femmes du président (mercredi 8 août 2007, à 20 h 50)
7. 11 septembre et Saddam Hussein (mercredi 15 août 2007, à 22 h 50)
8. Grace Kelly : une princesse et ses mystères (mercredi 22 août 2007, à 23 h 15)
9. Neil Armstrong : il a marché sur la Lune (mercredi 29 août 2007, à 23 h 15)

### Saison 2 (2008)
1. La face cachée de Coluche (mercredi 13 février 2008, à 23 h 15)
2. Íngrid Betancourt : les secrets d'un enlèvement (mercredi 27 février 2008, à 22 h 45)
3. Yves Montand : les secrets d'une vie (mercredi 26 mars 2008, à 22 h 50)
4. Pierre Bérégovoy : la vérité sur ses derniers jours (mercredi 9 avril 2008, 23 heures)
5. Brigitte Bardot : une vie, des scandales (mercredi 25 juin 2008, à 22 h 40)
6. Jacques Chirac : intime (lundi 30 juin 2008, à 20 h 50)
7. George Clooney : unlimited (mercredi 9 juillet 2008, à 22 h 35)
8. Mike Brant : l'icône brisée (mercredi 16 juillet 2008, à 22 h 45)
9. Le mystère Michael Jackson (mercredi 23 juillet 2008, à 22 h 25)
10. Monaco : le rocher des vanités (mercredi 30 juillet 2008, à 23 h 55)
11. La face cachée de Jackie Kennedy (mercredi 6 août 2008, à 22 h 30)
12. Michel Polnareff : les secrets d'un exil (mardi 30 décembre 2008, à 22 h 35)

### Saison 3 (2009)
1. Bernard Tapie : l'aventure, c'est l'aventure (lundi 6 juillet 2009, à 22 h 50)
2. Tom Cruise : dans le secret d'une secte (lundi 13 juillet 2009, à 22 h 50)
3. Gérard Depardieu : blessures secrètes (lundi 27 juillet 2009, à 22 h 55)
4. John Lennon : une vie inachevée (lundi 10 août 2009, à 22 h 45)
5. Barack Obama : un destin pour l'histoire (lundi 17 août 2009, à 22 h 50)
6. Alain Bashung : dernier rappel (lundi 24 août 2009, à 22 h 50)
7. Serge Gainsbourg : faces cachées (lundi 31 août 2009, à 22 h 50)
8. Ségolène Royal : les secrets d'une ambition (mardi 20 octobre 2009, à 20 h 35)

### Saison 4 (2010-2011)
1. Romy Schneider : ange et démons (mardi 7 septembre 2010, à 20 h 35)
2. Madame Claude : sexe, mensonges et secrets d’État (mardi 14 septembre 2010, 22 h 55)
3. Jean-Marie Le Pen : une histoire d'héritages (mardi 28 septembre 2010, 22 h 25)
4. Valéry Giscard d'Estaing : l'homme qui voulait être aimé (mardi 12 octobre 2010, 22 h 15)
5. Jean Moncorgé, la face cachée de Jean Gabin (mardi 26 octobre 2010, 22 h 20)
6. Roman Polanski, les secrets d'une fuite (mardi 9 novembre 2010, 22h55)
7. Annie Girardot, le tourbillon de la vie (mardi 23 novembre 2010, 22 h 25)
8. Jacques Martin, les coulisses d'un empire (lundi 20 décembre 2010, 22 h 50)

### Saison 5 (2011)
1. Nicolas Sarkozy, les secrets d’une ambition (mardi 26 avril 2011, 22 h 55)
2. Thierry Le Luron, la solitude d'une vie (vendredi 9 septembre 2011, 22 h 15)
3. Michel Berger, messages personnels (vendredi 16 septembre 2011, 22 h 15)
4. Georges Marchais, bas les masques (vendredi 23 septembre 2011, 22 h 10)
5. Simone Signoret, de Simone Kaminker à Madame Signoret (vendredi 30 septembre 2011, 22 h 10)
6. Lino Ventura, les combats d'une vie (vendredi 14 octobre 2011, 22 h 05)
7. Marilyn Monroe, derniers tourments (vendredi 28 octobre 2011, 22 h 15)

### Saison 6 (2012)
1. Bernard Giraudeau, je suis venu vous dire (mercredi 5 septembre 2012, 22 h 25)
2. Yves Mourousi, les mystères d'un prince (mercredi 12 septembre 2012, 22 h 25)
3. Joe Dassin, des succès et des regrets (mercredi 19 septembre 2012, 22 h 25)
4. Renaud, les raisons de la colère (mercredi 26 septembre 2012, 22 h 15)
5. Bernadette Chirac (mercredi 3 octobre 2012, 22 h 25)
6. Mazarine, une vie au secret (mercredi 10 octobre 2012, 22 h 35)
7. Dalida, les secrets d'une femme (mercredi 24 octobre 2012, 22 h 20)
8. Louis de Funès, derrière le masque (mardi 11 décembre 2012, 20 h 45)
9. Rudolf Noureev, le prix de la liberté (mercredi 26 décembre 2012, 22 h 25)

### Saison 7 (2013-2014)
1. Michel Serrault, la fureur de rire (mercredi 16 octobre 2013, 22 h 15)
2. André Bourvil, la rage de vaincre (mercredi 23 octobre 2013, 22 h 15)
3. Les frères Léotard, à la vie à la mort (mercredi 30 octobre 2013, 22 h 20)
4. Jacqueline Maillan, la solitude du rire (mercredi 6 novembre 2013, 22 h 30)
5. Françoise Hardy et Jacques Dutronc, les inséparables (mercredi 13 novembre 2013, 22 h 35)
6. Mireille Darc, blessures intimes (mercredi 27 novembre 2013, 22 h 25)
7. Françoise Sagan, la fureur de vivre (mercredi 4 décembre 2013, 22 h 25)
8. Georges Pompidou, la maladie du pouvoir (mercredi 18 décembre 2013, 22 h 25)
9. Anne Sinclair, le prix de la liberté (mardi 22 avril 2014, 20 h 45)

### Saison 8 (2014-2015)
1. Johnny Hallyday, en quête d'identité (dimanche 7 septembre 2014, 22 h 25)
2. Jean Rochefort, cavalier seul (dimanche 14 septembre 2014, 22 h 25)
3. Henri Salvador, affaires de famille (dimanche 21 septembre 2014, 23 h 20)
4. Jean-Claude Brialy, l'homme qui voulait tant être aimé (dimanche 28 septembre 2014, 23 h 00)
5. Julien Clerc, clair-obscur (dimanche 26 octobre 2014, 22 h 20)
6. Marie-France Pisier, une femme sous influence (dimanche 9 novembre 2014, 23 h 15)
7. Emmanuelle, les dessous d'un scandale (dimanche 23 novembre 2014, 22 h 45)
8. Philippe Bouvard, ambitions inachevées (dimanche 7 décembre 2014 à 22 h 50)
9. Philippe Noiret, la pudeur des sentiments (mardi 6 janvier 2015 à 20 h 50)

### Saison 9 (2015-2016)
1. Pierre Richard, l'incompris (dimanche 6 septembre 2015, 22 h 25)
2. Marlène Jobert, d'un conte à l'autre (dimanche 13 septembre 2015, 23 h 10)
3. Rachida Dati, les secrets d'une ambition (dimanche 27 septembre 2015, 22 h 25)
4. Françoise Giroud, les mystères d'une femme libre (dimanche 4 octobre 2015, 23 h 25

### Saison 10 (2016-2017)
1. Muriel Robin, en quête de sens (dimanche 18 septembre 2016, 22 h 40)
2. Véronique Sanson, je me suis tellement manquée (dimanche 9 octobre 2016, 22 h 40)
3. Jean Ferrat, compagnon de route (dimanche 23 octobre 2016, 22 h 40)
4. Barbara, au-delà des apparences (dimanche 22 janvier 2017, 23 h 15)
5. Jean-Louis Trintignant, l'insaisissable (dimanche 29 janvier 2017, 22 h 50)
6. Karl Lagerfeld, être et paraître (dimanche 19 février 2017, 22 h 40)

### Saison 11 (2017-2018)
1. Patrick Bruel, la soif de vaincre (dimanche 3 septembre 2017, 22 h 30)
2. Jean-Paul Belmondo, l'enfant terrible (dimanche 10 septembre 2017, 22 h 30)
3. Patrick Poivre d'Arvor, le roman de sa vie (dimanche 8 octobre 2017, 23 h 15)
4. Vincent Lindon, mouvement perpétuel (dimanche 15 octobre 2017, 22 h 30)
5. Claude Sautet, Romy, Yves, Michel et les autres (dimanche 12 novembre 2017, 22 h 45)
6. Bernard Blier, double face (dimanche 7 janvier 2018, 22 h 50)

### Saison 12 (2018-2019)
1. Fabrice Luchini, voyages intérieurs (dimanche 9 septembre 2018, 22 h 45)
2. Michel Delpech, quand j'étais chanteur (dimanche 16 septembre 2018, 22 h 45)
3. Serge Gainsbourg, entre les murs (dimanche 23 septembre 2018, 22 h 45)
4. Line Renaud, la soif de vivre (dimanche 30 septembre 2018, 23 h 05)
5. Robert Badinter, un cri de révolte (dimanche 7 octobre 2018, 23 h 10)
6. Catherine Deneuve, la discrète : des Demoiselles de Rochefort à Indochine (dimanche 25 novembre 2018, 23 h 00)
7. Alain Delon, la solitude d'un fauve (vendredi 3 mai 2019, 21 h 00)

### Saison 13 (2020)
1. Bourvil, de Funès, Belmondo, les secrets du cinéma de Gérard Oury (vendredi 8 mai 2020, 21 h 05)

### Saison 14 (2021)
1. Jean-Jacques Goldman, la bande originale de sa vie (jeudi 23 septembre 2021, 21 h 05)

### Saison 15 (2022-2023)
1. Alain Souchon, la bande originale de sa vie (vendredi 30 septembre 2022, 21 h 10)
2. Sylvie - Johnny, les amants terribles (vendredi 14 octobre 2022, 21 h 10)
3. Le Splendid (vendredi 7 juillet 2023, 21 h 10)

### Saison 16 (2023)
1. Mireille Darc et ses Tontons flingueurs (vendredi 10 novembre 2023, 21 h 10)

Saison 17 (2024)
1. Fernandel
2. France Gall
3. Jean Dujardin
4. Mylene Farmer
5. Léo Ferré

## Numéros « Hors-série »

### Un jour, une histoire
Depuis janvier 2012, Laurent Delahousse et les équipes de l'émission proposent, de façon exceptionnelle et en première partie de soirée, des numéros « hors-série » intitulés « Un jour, une histoire ».

#### Diffusion en 2012
- Klaus Barbie, criminel nazi (mardi 10 janvier 2012, 20 h 35)

#### Diffusion en 2013
- François Hollande & Nicolas Sarkozy, les ambitieux - 1re partie (mardi 28 mai 2013, 20 h 45)
- L'encombrant Monsieur Pétain (mardi 10 décembre 2013, 20 h 45)

#### Diffusion en 2014
- Charlie Chaplin, la légende du siècle (mardi 13 mai 2014, 20 h 45)
- Brigitte Bardot, la vérité de BB (mardi 23 septembre 2014, 20 h 45)
- Simone Veil, l'instinct de vie (mardi 28 octobre 2014, 20 h 45)
- François Hollande & Nicolas Sarkozy, les ambitieux - 2e partie : Les illusions perdues (mardi 9 décembre 2014, 20 h 50)

#### Diffusion en 2015
- Elisabeth II, The Queen (mardi 10 novembre 2015, 20 h 55)
- François Mitterrand, la maladie au secret (mardi 15 décembre 2015, 20 h 55)

#### Diffusion en 2016
- Florence Arthaud (mardi 8 mars 2016, 20 h 55)
- Jacques Brel, une vie à mille temps (mardi 15 mars 2016, 20 h 55)

### Un jour dans l'histoire
En novembre 2015, à la suite des attentats de Paris du 13 novembre 2015, Laurent Delahousse et les équipes de l'émission ont proposé en première partie de soirée un numéro « hors-série » intitulé « Un jour dans l'histoire » :
- De Ben Laden à Daech : aux origines du Djihad (dimanche 29 novembre 2015, 20 h 55). Le programme a attiré 3 604 000 personnes, soit 15,4 % du public[réf. nécessaire].

## Musiques
Les musiques utilisées dans l'émission ont été composées par Étienne Gauthier ainsi qu'Olivier Depardon (depuis 2011) et Christophe Henrotte (depuis 2013).
Par ailleurs, le générique de l'émission a été créé par DJ Phantom, en association avec Joana Balavoine (fille du chanteur Daniel Balavoine), sous le nom Un jour, une heure (le premier titre de l'émission).

## Audiences
Légende :
- La plus forte audience (en nombre de télespectateurs) en 2de partie de soirée
- La plus forte audience (en nombre de télespectateurs) quelle que soit l'heure de diffusion
- La plus faible audience (en nombre de télespectateurs) ou PDM

| France 2          | 4 juillet 2007    | Claude François : la vérité sur ses derniers jours                                     | 1 760 000                                | 14,7 %    | [ 3 ]  |                  |                              |                                          |        |        |
| France 2          | 11 juillet 2007   | François Mitterrand : secrets de famille                                               | 1 700 000                                | 24,2 %    |        |                  |                              |                                          |        |        |
| France 2          | 18 juillet 2007   | Diana : la photo de trop ?                                                             | 1 100 000                                | 14 %      | [ 4 ]  |                  |                              |                                          |        |        |
| France 2          | 13 février 2008   | La face cachée de Coluche                                                              | 2 257 000                                | 19,1 %    |        |                  |                              |                                          |        |        |
| France 2          | 26 mars 2008      | Yves Montand : les secrets d'une vie                                                   | 1 501 000                                | 14,3 %    |        |                  |                              |                                          |        |        |
| France 2          | 23 juillet 2008   | Le mystère Michael Jackson                                                             | 2 180 000                                | 17,4 %    | [ 5 ]  |                  |                              |                                          |        |        |
| France 2          | 30 décembre 2008  | Michel Polnareff : les secrets d'un exil                                               | 2 040 000                                | 14,9 %    | [ 6 ]  |                  |                              |                                          |        |        |
| France 2          | 1er mai 2009      | Pierre Bérégovoy : la vérité sur ses derniers jours                                    | 3 857 000                                | 23,9 %    |        |                  |                              |                                          |        |        |
| France 2          | 27 juillet 2009   | Gérard Depardieu : blessures secrètes                                                  | 1 514 000                                | 12,0 %    |        |                  |                              |                                          |        |        |
| France 2          | 31 août 2009      | Serge Gainsbourg : faces cachées                                                       | 1 829 000                                |           |        |                  |                              |                                          |        |        |
| France 2          | 28 décembre 2009  | Daniel Balavoine : un chanteur en colère & Mike Brant : l'icône brisée                 | 2 200 000                                | 15,8 %    | [ 7 ]  |                  |                              |                                          |        |        |
| France 2          | 7 septembre 2010  | Romy Schneider : ange et démons                                                        | 3 500 000                                | 13,5 %    | [ 8 ]  |                  |                              |                                          |        |        |
| France 2          | 14 septembre 2010 | Madame Claude : sexe, mensonges et secrets d’État                                      | 1 000 000                                | 15 %      | [ 9 ]  |                  |                              |                                          |        |        |
| France 2          | 28 septembre 2010 | Jean-Marie Le Pen : une histoire d'héritages                                           | 1 868 000                                | 14,1 %    |        |                  |                              |                                          |        |        |
| France 2          | 9 novembre 2010   | Roman Polanski, les secrets d'une fuite                                                | 1 500 000                                | 8,9 %     |        |                  |                              |                                          |        |        |
| France 2          | 23 novembre 2010  | Annie Girardot, le tourbillon de la vie                                                | 2 276 000                                | 14,5 %    |        |                  |                              |                                          |        |        |
| France 2          | 20 décembre 2010  | Jacques Martin, les coulisses d'un empire                                              | 2 200 000                                | 18,3 %    | [ 10 ] |                  |                              |                                          |        |        |
| France 2          | 9 septembre 2011  | Thierry Le Luron, la solitude d'une vie                                                | 2 422 000                                | 14,3 %    |        |                  |                              |                                          |        |        |
| France 2          | 14 octobre 2011   | Lino Ventura, les combats d'une vie                                                    | 2 000 000                                | 11 %      | [ 11 ] |                  |                              |                                          |        |        |
| France 2          | 28 octobre 2011   | Marilyn Monroe, derniers tourments                                                     | 1 325 000                                | 8,4 %     |        |                  |                              |                                          |        |        |
| France 2          | 16 novembre 2011  | Michel Berger, messages personnels                                                     | 2 209 000                                | 13 %      |        |                  |                              |                                          |        |        |
| France 2          | 23 novembre 2011  | Georges Marchais, bas les masques                                                      | 1 106 000                                | 6,4 %     |        |                  |                              |                                          |        |        |
| France 2          | 10 janvier 2012   | Klaus Barbie, criminel nazi                                                            | 3 229 000 (en première partie de soirée) | 12 %      | [ 12 ] |                  |                              |                                          |        |        |
| France 2          | 12 septembre 2012 | Yves Mourousi, les mystères d'un prince                                                | 1 848 000                                | 14,2 %    |        |                  |                              |                                          |        |        |
| France 2          | 19 septembre 2012 | Joe Dassin, des succès et des regrets                                                  | 1 765 000                                | 13,8 %    |        |                  |                              |                                          |        |        |
| France 2          | 26 septembre 2012 | Renaud, les raisons de la colère                                                       | 2 265 000                                | 14,5 %    |        |                  |                              |                                          |        |        |
| France 2          | 3 octobre 2012    | Bernadette Chirac                                                                      | 2 048 000                                | 17,9 %    |        |                  |                              |                                          |        |        |
| France 2          | 10 octobre 2012   | Mazarine, une vie au secret                                                            | 1 843 000                                | 16,3 %    |        |                  |                              |                                          |        |        |
| France 2          | 24 octobre 2012   | Dalida, les secrets d'une femme                                                        | 1 709 000                                | 12,3 %    |        |                  |                              |                                          |        |        |
| France 2          | 11 décembre 2012  | Louis de Funès, derrière le masque                                                     | 3 700 000 (en première partie de soirée) | 13,6 %    | [ 13 ] |                  |                              |                                          |        |        |
| France 2          | 26 décembre 2012  | Rudolf Noureev, le prix de la liberté                                                  | 1 453 000                                | 9 %       |        |                  |                              |                                          |        |        |
| France 2          | 28 mai 2013       | François Hollande & Nicolas Sarkozy, les ambitieux - 1re partie                        | 3 300 000 (en première partie de soirée) | 13,4 %    | [ 14 ] |                  |                              |                                          |        |        |
| France 2          | 23 octobre 2013   | André Bourvil, la rage de vaincre                                                      | 2 342 000                                | 15,1 %    |        |                  |                              |                                          |        |        |
| France 2          | 6 novembre 2013   | Jacqueline Maillan, la solitude du rire                                                | 1 869 000                                | 14,5 %    |        |                  |                              |                                          |        |        |
| France 2          | 13 novembre 2013  | Françoise Hardy et Jacques Dutronc, les inséparables                                   | 2 000 000                                | 18,4 %    |        |                  |                              |                                          |        |        |
| France 2          | 27 novembre 2013  | Mireille Darc, blessures intimes                                                       | 1 774 000                                | 12,2 %    |        | 10 décembre 2013 | L'encombrant Monsieur Pétain | 3 290 000 (en première partie de soirée) | 12,7 % | [ 15 ] |
| France 2          | 18 décembre 2013  | Georges Pompidou, la maladie du pouvoir                                                | 1 870 000                                | 11,2 %    |        |                  |                              |                                          |        |        |
| France 2          | 22 avril 2014     | Anne Sinclair, le prix de la liberté                                                   | 5 000 000 (en première partie de soirée) | 21 %      | [ 16 ] |                  |                              |                                          |        |        |
| France 2          | 13 mai 2014       | Charlie Chaplin, la légende du siècle                                                  | 3 140 000 (en première partie de soirée) | 12,6 %    |        |                  |                              |                                          |        |        |
| France 2          | 7 septembre 2014  | Johnny Hallyday, en quête d'identité                                                   | 1 707 000                                | 13,7 %    |        |                  |                              |                                          |        |        |
| France 2          | 14 septembre 2014 | Jean Rochefort, cavalier seul                                                          | 1 439 000                                | 11,6 %    |        |                  |                              |                                          |        |        |
| France 2          | 21 septembre 2014 | Henri Salvador, affaires de famille                                                    | 892 000                                  | 12,7 %    |        |                  |                              |                                          |        |        |
| France 2          | 23 septembre 2014 | Brigitte Bardot, la vérité de BB                                                       | 4 855 000 (en première partie de soirée) | 20,4 %    | [ 17 ] |                  |                              |                                          |        |        |
| France 2          | 28 septembre 2014 | Jean-Claude Brialy, l'homme qui voulait tant être aimé                                 | 1 071 000                                | 12,7 %    |        |                  |                              |                                          |        |        |
| France 2          | 26 octobre 2014   | Julien Clerc, clair-obscur                                                             | 1 078 000                                | 7,3 %     |        |                  |                              |                                          |        |        |
| France 2          | 28 octobre 2014   | Simone Veil, l'instinct de vie                                                         | 3 200 000 (en première partie de soirée) | 12,6 %    | [ 18 ] |                  |                              |                                          |        |        |
| France 2          | 9 novembre 2014   | Marie-France Pisier, une femme sous influence                                          | 1 337 000                                | 14,0 %    |        |                  |                              |                                          |        |        |
| France 2          | 23 novembre 2014  | Emmanuelle, les dessous d'un scandale                                                  | 1 325 000                                | 11,5 %    |        |                  |                              |                                          |        |        |
| France 2          | 7 décembre 2014   | Philippe Bouvard, ambitions inachevées                                                 | 1 471 000                                | 13,7 %    |        |                  |                              |                                          |        |        |
| France 2          | 9 décembre 2014   | François Hollande & Nicolas Sarkozy, les ambitieux - 2e partie : Les illusions perdues | 1 820 000 (en première partie de soirée) | 7 %       | [ 14 ] |                  |                              |                                          |        |        |
| France 2          | 6 janvier 2015    | Philippe Noiret, la pudeur des sentiments                                              | 2 980 000 (en première partie de soirée) | 11,9 %    | [ 19 ] |                  |                              |                                          |        |        |
| France 2          | 6 septembre 2015  | Pierre Richard, l'incompris                                                            | 1 350 000                                | 11,9 %    |        |                  |                              |                                          |        |        |
| France 2          | 13 septembre 2015 | Marlène Jobert, d'un conte à l'autre                                                   | 1 372 000                                | 15,1 %    |        |                  |                              |                                          |        |        |
| France 2          | 27 septembre 2015 | Rachida Dati, les secrets d'une ambition                                               | 1 800 000                                | 14,4 %    | [ 20 ] |                  |                              |                                          |        |        |
| France 2          | 4 octobre 2015    | Françoise Giroud, les mystères d'une femme libre                                       | 1 035 000                                | 11,6 %    |        |                  |                              |                                          |        |        |
| France 2          | 10 novembre 2015  | Elisabeth II, The Queen                                                                | 3 000 000 (en première partie de soirée) | 12,1 %    | [ 21 ] |                  |                              |                                          |        |        |
| France 2          | 15 décembre 2015  | François Mitterrand, la maladie au secret                                              | 2 293 000 (en première partie de soirée) | 9,5 %     |        |                  |                              |                                          |        |        |
| France 2          | 8 mars 2016       | Florence Arthaud                                                                       | 1 931 000 (en première partie de soirée) | 7,9 %     | [ 22 ] |                  |                              |                                          |        |        |
| France 2          | 15 mars 2016      | Jacques Brel, une vie à mille temp                                                     | 3 700 000 (en première partie de soirée) | 15,7 %    | [ 23 ] |                  |                              |                                          |        |        |
| France 2          | 18 septembre 2016 | Muriel Robin, en quête de sens                                                         | 962 000                                  | 12 %      |        |                  |                              |                                          |        |        |
| France 2          | 9 octobre 2016    | Véronique Sanson, je me suis tellement manquée                                         | 1 225 000                                | 11,9 %    |        |                  |                              |                                          |        |        |
| France 2          | 23 octobre 2016   | Jean Ferrat, compagnon de route                                                        | 1 590 000                                | 11,8 %    |        |                  |                              |                                          |        |        |
| France 2          | 22 janvier 2017   | Barbara, au-delà des apparences                                                        | 935 000                                  | 9,6 %     |        |                  |                              |                                          |        |        |
| France 2          | 29 janvier 2017   | Jean-Louis Trintignant, l'insaisissable                                                | 1 018 000                                | 8 %       |        |                  |                              |                                          |        |        |
| France 2          | 19 janvier 2017   | Karl Lagerfeld, être et paraître                                                       | 1 257 000                                | 9,2 %     |        |                  |                              |                                          |        |        |
| France 2          | 3 septembre 2017  | Patrick Bruel, la soif de vaincre                                                      | 1 083 000                                | 7,9 %     |        |                  |                              |                                          |        |        |
| France 2          | 10 septembre 2017 | Jean-Paul Belmondo, l'enfant terrible                                                  | 1 100 000                                | 9,6 %     | [ 24 ] |                  |                              |                                          |        |        |
| France 2          | 8 octobre 2017    | Patrick Poivre d'Arvor, le roman de sa vie                                             | 711 000                                  | 9,1 %     | [ 25 ] |                  |                              |                                          |        |        |
| France 2          | 15 octobre 2017   | Vincent Lindon, mouvement perpétuel                                                    | 851 000                                  | 10,7 %    |        |                  |                              |                                          |        |        |
| France 2          | 12 novembre 2017  | Claude Sautet, Romy, Yves, Michel et les autres                                        | 831 000                                  | 7,3 %     | [ 26 ] |                  |                              |                                          |        |        |
| France 2          | 7 janvier 2018    | Bernard Blier, double face                                                             | 1 269 000                                | 10,6 %    |        |                  |                              |                                          |        |        |
| France 2          | 9 septembre 2018  | Fabrice Luchini, voyages intérieurs                                                    | 951 000                                  | 8,7 %     | [ 27 ] |                  |                              |                                          |        |        |
| France 2          | 16 septembre 2018 | Michel Delpech, quand j'étais chanteur                                                 | 1 194 000                                | 12,4 %    | [ 27 ] |                  |                              |                                          |        |        |
| France 2          | 23 septembre 2018 | Serge Gainsbourg, entre les murs                                                       | 1 686 000                                | 14,5 %    |        |                  |                              |                                          |        |        |
| France 2          | 30 septembre 2018 | Line Renaud, la soif de vivre                                                          | 845 000                                  | 9,3 %     |        |                  |                              |                                          |        |        |
| France 2          | 7 octobre 2018    | Robert Badinter, un cri de révolte                                                     | 597 000                                  | 8,1 %     | [ 28 ] |                  |                              |                                          |        |        |
| France 2          | 25 novembre 2018  | Catherine Deneuve, la discrète : des Demoiselles de Rochefort à Indochine              | 686 000                                  | 7,1 %     | [ 29 ] |                  |                              |                                          |        |        |
| France 2          | France 3          | 3 mai 2019                                                                             | Alain Delon, la solitude d'un fauve      | 1 440 000 | 6,6 %  | [ 30 ]           |                              |                                          |        |        |
| 8 mai 2020        | France 3          | Bourvil, de Funès, Belmondo, les secrets du cinéma de Gérard Oury                      | 1 776 000                                | 7 %       | [ 31 ] |                  |                              |                                          |        |        |
| 23 septembre 2021 | France 3          | Jean-Jacques Goldman, la bande originale de sa vie                                     | 1 768 000                                | 8,3 %     | [ 32 ] |                  |                              |                                          |        |        |
| 30 septembre 2022 | France 3          | Alain Souchon, la bande originale de sa vie                                            | 1 221 000                                | 6,5 %     | [ 33 ] |                  |                              |                                          |        |        |
| 14 octobre 2022   | France 3          | Sylvie - Johnny, les amants terribles                                                  | 1 536 000                                | 8,2 %     | [ 34 ] |                  |                              |                                          |        |        |
| 7 juillet 2023    | France 3          | Le Splendid                                                                            | 1 142 000                                | 7,9 %     | [ 35 ] |                  |                              |                                          |        |        |
| 10 novembre 2023  | France 3          | Mireille Darc et ses Tontons flingueurs                                                | 1 088 000                                | 5,7 %     | [ 36 ] |                  |                              |                                          |        |        |